# Christopher Edward Lefroy
Christopher Edward Lefroy (1785-1856) was een Brits rechter en schrijver.
Lefroy studeerde advocatuur in Oxford. Hij was een overtuigd methodist en was gedurende enige tijd medewerker van William Wilberforce, een Engels parlementariër, evangelisch christen en leider van de anti-slavernijbeweging.
Lefroy werd in 1819 benoemd tot rechter (British Commissary Judge) aan het Gemengd gerechtshof tot wering van de slavenhandel in Paramaribo. Hij was collega van de Britse rechter en botanicus John Henri Lance en de Nederlandse rechter Adriaan François Lammens.
Lefroy had een veel bredere opvatting over de taken van het gerechtshof dan zijn collega's. Hij was een overtuigd abolitionist en volgens Lance was hij zo gedreven om de slavernij af te schaffen 'dat de goede orde en de rust in de slavengemeenschappen werd verstoord'.
1n 1826 verscheen van zijn hand de abolitionistische roman Outalissi; a Tale of Dutch Guiana. Na het verschijnen van de roman diende de Nederlandse regering een klacht in bij het Britse kabinet, waarop Lefroy officieel werd teruggeroepen. Hij werd daarbij gedwongen om gedurende de gehele termijn van tien jaar zijn taken te blijven vervullen. Hij keerde in 1829 terug naar Groot-Brittannië.
- Digitale Bibliotheek voor de Nederlandse Letteren: lefr001
- Library of Congress Control Number: n88130631
- Nederlandse Thesaurus van Auteursnamen: 074264559
- Virtual International Authority File: 64690204
- WorldCat: E39PBJjxmXt3wjrR8XVkYwPJDq